# Ernesto Gómez
Ernesto Gómez Muñoz (Albolote, 18 luglio 1994) è un calciatore spagnolo, attaccante dell'Ibiza.

## Carriera
Dopo aver militato per alcune stagioni in vari club tra la terza e la quarta divisione spagnola, ha esordito in Segunda División nella stagione 2019-2020 con l'Alcorcón.

## Statistiche

### Presenze e reti nei club
Statistiche aggiornate al 15 maggio 2021.
| Stagione             | Squadra              | Campionato           | Campionato | Campionato | Coppe nazionali | Coppe nazionali | Coppe nazionali | Coppe continentali | Coppe continentali | Coppe continentali | Altre coppe | Altre coppe | Altre coppe | Totale | Totale |
| Stagione             | Squadra              | Comp                 | Pres       | Reti       | Comp            | Pres            | Reti            | Comp               | Pres               | Reti               | Comp        | Pres        | Reti        | Pres   | Reti   |
| -------------------- | -------------------- | -------------------- | ---------- | ---------- | --------------- | --------------- | --------------- | ------------------ | ------------------ | ------------------ | ----------- | ----------- | ----------- | ------ | ------ |
| 2013-2014            | San Fernando CD      | SDB                  | 22         | 1          | CR              | 2               | 0               |                    | -                  | -                  |             | -           | -           | 24     | 1      |
| 2014-2015            | Malaga B             | TD                   | ?          | ?          |                 | -               | -               |                    | -                  | -                  |             | -           | -           | ?      | ?      |
| 2015-2016            | Arroyo               | TD                   | ?          | ?          |                 | -               | -               |                    | -                  | -                  |             | -           | -           | ?      | ?      |
| 2016-2017            | Caudal               | SDB                  | 26         | 1          | CR              | 1               | 0               |                    | -                  | -                  |             | -           | -           | 27     | 1      |
| 2017-2018            | Real Oviedo B        | TD                   | ?          | ?          |                 | -               | -               |                    | -                  | -                  |             | -           | -           | 32     | 4      |
| 2018-2019            | Real Oviedo B        | SDB                  | 33         | 15         |                 | -               | -               |                    | -                  | -                  |             | -           | -           | 33     | 15     |
| Totale Real Oviedo B | Totale Real Oviedo B | Totale Real Oviedo B | 33+        | 15+        |                 | -               | -               |                    | -                  | -                  |             | -           | -           | 33+    | 15+    |
| 2019-2020            | Alcorcón             | SD                   | 32         | 4          | CR              | 0               | 0               |                    | -                  | -                  |             | -           | -           | 32     | 4      |
| 2020-2021            | Alcorcón             | SD                   | 22         | 0          | CR              | 2               | 1               |                    | -                  | -                  |             | -           | -           | 24     | 1      |
| Totale Alcorcón      | Totale Alcorcón      | Totale Alcorcón      | 54         | 4          |                 | 2               | 1               |                    | -                  | -                  |             | -           | -           | 56     | 7      |
| Totale carriera      | Totale carriera      | Totale carriera      | 135+       | 21+        |                 | 5               | 1               |                    | -                  | -                  |             | -           | -           | 140+   | 22+    |